# Critérium International
Das Critérium International (bis 1980: Critérium National) war ein französisches Straßenradrennen. Trotz seines Namens handelte es sich bei diesem Rennen nicht um ein Kriterium im Sinne des Reglements des Weltradsportverbands UCI.
Das Rennen wurde seit 1932 ununterbrochen zunächst als Eintagesrennen und später als Etappenrennen ausgetragen und war bis 1980 als Critérium National alleine französischen Fahrern bzw. Mannschaften vorbehalten. In den Kriegsjahren 1941 bis 1943 gab es getrennte Austragungen in der besetzten und der nicht besetzte Zone (2).
Von 1981 an wurde der Wettbewerb in den internationalen Kalender der UCI aufgenommen und erhielt den Namen Critérium International. Veranstalter in dieser Zeit war der Tour-de-France-Organisator Amaury Sport Organisation (ASO), der das Rennen über zwei Tage bestehend aus einer Flachetappe, einer Bergetappe und einem Einzelzeitfahren zunächst im Süden Frankreichs, dann zwischen 2001 und 2009 in den französischen Ardennen und seit 2010 auf Korsika austrug. Zuletzt war es Teil der UCI Europe Tour und dort in der hors categorie
Rekordsieger des Rennens mit jeweils fünf Siegen sind Émile Idée, Raymond Poulidor und Jens Voigt. Zu den bekanntesten Siegern der internationalen Austragungen gehören Bernard Hinault, Laurent Fignon, Sean Kelly, Miguel Induráin, Laurent Jalabert, Chris Boardman, Ivan Basso, Cadel Evans, Fränk Schleck und Chris Froome.
Im November 2016 teilte der Veranstalter ASO mit, dass das Rennen nach 85 Jahren aufgrund der Konkurrenz zu anderen Wettbewerben und des sich hieraus ergebenden immer schwächeren Starterfelds nicht mehr ausgetragen wird.

## Sieger
| Jahr     | Sieger                           | Zweiter               | Dritter              |
| -------- | -------------------------------- | --------------------- | -------------------- |
| 1932     | Léon Le Calvez                   | Pierre Magne          | Maurice Archambaud   |
| 1933     | André Leducq                     | Georges Speicher      | Jean Bidot           |
| 1934     | Roger Lapébie                    | Jules Merviel         | René Le Grevès       |
| 1935     | René Le Grevès                   | René Vietto           | Antonin Magne        |
| 1936     | Paul Chocque                     | Fernand Mithouard     | Arthur Debruyckere   |
| 1937     | Roger Lapébie René Le Grevès     |                       | Pierre Cloarec       |
| 1938     | Pierre Jaminet                   | Pierre Cloarec        | Sauveur Ducazeaux    |
| 1939     | André Deforge                    | Marcel Laurent        | Pierre Jaminet       |
| 1940     | Émile Idée                       | André Desmoulins      | André Deforge        |
| 1941     | Benoît Faure                     | Pierre Cogan          | Aldo Bertocco        |
| 1941 (2) | Yvan Marie                       | André Desmoulins      | Albert Goutal        |
| 1942     | Aldo Bertocco                    | Joseph Soffietti      | Marcel Laurent       |
| 1942 (2) | Émile Idée                       | Raymond Louviot       | Raymond Guégan       |
| 1943     | Louis Gauthier                   | Émile Rol             | André Deforge        |
| 1943 (2) | Émile Idée                       | Georges Blum          | Raymond Guégan       |
| 1944     | Roger Piel                       | Louis Thiétard        | Aimable Denhez       |
| 1945     | Joseph Goutorbe                  | Manuel Huguet         | Émile Idée           |
| 1946     | Kléber Piot Camille Danguillaume |                       | Lucien Boda          |
| 1947     | Émile Idée                       | Émile Carrara         | Urbain Caffi         |
| 1948     | Camille Danguillaume             | Émile Idée            | Victor Pernac        |
| 1949     | Émile Idée                       | Raymond Lucas         | Antonin Rolland      |
| 1950     | Pierre Barbotin                  | Guy Lapébie           | Louis Déprez         |
| 1951     | Louison Bobet                    | Pierre Barbotin       | Robert Desbats       |
| 1952     | Louison Bobet                    | Robert Varnajo        | Bernard Gauthier     |
| 1953     | Robert Desbats                   | Jacques Dupont        | Gilbert Loof         |
| 1954     | Roger Hassenforder               | Raoul Rémy            | Bernard Gauthier     |
| 1955     | René Privat                      | Pierre Molinéris      | Bernard Gauthier     |
| 1956     | Roger Hassenforder               | Louis Caput           | Jean Forestier       |
| 1957     | Jean Forestier                   | Louison Bobet         | Serge Blusson        |
| 1958     | Roger Hassenforder               | Raphaël Géminiani     | Claude Colette       |
| 1959     | André Darrigade                  | Fernand Picot         | Jean Graczyk         |
| 1960     | Jean Graczyk                     | Claude Colette        | Jacques Anquetil     |
| 1961     | Jacques Anquetil                 | André Darrigade       | Jean Gainche         |
| 1962     | Joseph Groussard                 | Jean-Claude Annaert   | Anatole Novak        |
| 1963     | Jacques Anquetil                 | Raymond Poulidor      | Joseph Velly         |
| 1964     | Raymond Poulidor                 | Édouard Delberghe     | Joseph Novales       |
| 1965     | Jacques Anquetil                 | Raymond Poulidor      | Jean-Claude Annaert  |
| 1966     | Raymond Poulidor                 | Roger Pingeon         | Jean-Claude Lebaube  |
| 1967     | Jacques Anquetil                 | Raymond Poulidor      | Raymond Delisle      |
| 1968     | Raymond Poulidor                 | Jean Jourden          | Roger Pingeon        |
| 1969     | Gilbert Bellone                  | Raymond Delisle       | Georges Chappe       |
| 1970     | Georges Chappe                   | Lucien Aimar          | Roland Berland       |
| 1971     | Raymond Poulidor                 | Gilbert Bellone       | Daniel Ducreux       |
| 1972     | Raymond Poulidor                 | Alain Santy           | Jean-Luc Molineris   |
| 1973     | Jean-Pierre Danguillaume         | Alain Santy           | André Mollet         |
| 1974     | Bernard Thévenet                 | Christian Raymond     | Raymond Delisle      |
| 1975     | Jacques Esclassan                | André Corbeau         | Jean Chassang        |
| 1976     | Patrick Béon                     | Yves Hézard           | Raymond Martin       |
| 1977     | Jean Chassang                    | Raymond Delisle       | Roland Berland       |
| 1978     | Bernard Hinault                  | Michel Laurent        | Yves Hézard          |
| 1979     | Joop Zoetemelk                   | Bernard Hinault       | Sven-Åke Nilsson     |
| 1980     | Michel Laurent                   | Jean-René Bernaudeau  | Régis Ovion          |
| 1981     | Bernard Hinault                  | Jacques Bossis        | Régis Clère          |
| 1982     | Laurent Fignon                   | André Chappuis        | Marcel Tinazzi       |
| 1983     | Sean Kelly                       | Jean-Marie Grezet     | Joop Zoetemelk       |
| 1984     | Sean Kelly                       | Pascal Simon          | Stephen Roche        |
| 1985     | Stephen Roche                    | Charly Bérard         | Sean Kelly           |
| 1986     | Urs Zimmermann                   | Sean Kelly            | Greg LeMond          |
| 1987     | Sean Kelly                       | Stephen Roche         | Pascal Simon         |
| 1988     | Erik Breukink                    | Laurent Fignon        | Robert Millar        |
| 1989     | Miguel Indurain                  | Charly Mottet         | Stephen Roche        |
| 1990     | Laurent Fignon                   | Gilles Delion         | Jean-Claude Leclercq |
| 1991     | Stephen Roche                    | Gérard Rué            | Charly Mottet        |
| 1992     | Jean-François Bernard            | Gert-Jan Theunisse    | Giorgio Furlan       |
| 1993     | Erik Breukink                    | Tony Rominger         | Alex Zülle           |
| 1994     | Giorgio Furlan                   | Tony Rominger         | Jewgeni Bersin       |
| 1995     | Laurent Jalabert                 | Wladislaw Bobrik      | Jewgeni Bersin       |
| 1996     | Chris Boardman                   | Michele Coppolillo    | Mauro Gianetti       |
| 1997     | Marcelino García                 | Laurent Jalabert      | Pascal Lino          |
| 1998     | Bobby Julich                     | Davide Rebellin       | Bo Hamburger         |
| 1999     | Jens Voigt                       | David Millar          | Andrei Teterjuk      |
| 2000     | Abraham Olano                    | Juan Carlos Domínguez | Alexander Winokurow  |
| 2001     | Rik Verbrugghe                   | José Alberto Martínez | Jens Voigt           |
| 2002     | José Alberto Martínez            | Lance Armstrong       | David Moncoutié      |
| 2003     | Laurent Brochard                 | Jens Voigt            | David Moncoutié      |
| 2004     | Jens Voigt                       | José Iván Gutiérrez   | Lance Armstrong      |
| 2005     | Bobby Julich                     | Thomas Dekker         | Jörg Jaksche         |
| 2006     | Ivan Basso                       | Erik Dekker           | Andrij Hrywko        |
| 2007     | Jens Voigt                       | Thomas Lövkvist       | Alejandro Valverde   |
| 2008     | Jens Voigt                       | Gustav Larsson        | Luis León Sánchez    |
| 2009     | Jens Voigt                       | František Raboň       | Danny Pate           |
| 2010     | Pierrick Fédrigo                 | Michael Rogers        | Tiago Machado        |
| 2011     | Fränk Schleck                    | Wassil Kiryjenka      | Rein Taaramäe        |
| 2012     | Cadel Evans                      | Pierrick Fédrigo      | Michael Rogers       |
| 2013     | Chris Froome                     | Richie Porte          | Tejay van Garderen   |
| 2014     | Jean-Christophe Péraud           | Mathias Frank         | Tiago Machado        |
| 2015     | Jean-Christophe Péraud           | Thibaut Pinot         | Fabio Felline        |
| 2016     | Thibaut Pinot                    | Pierre Latour         | Sam Oomen            |